# José Fernando Fumagalli
José Fernando Fumagalli (* 5. Oktober 1977 in Monte Alto) ist ein ehemaliger brasilianischer Fußballspieler.

## Karriere
Fumagalli begann seine Profilaufbahn 1995 bei Ferroviária. 1997 wechselte er zum Erstligisten FC Santos. 1998 wurde er an Verdy Kawasaki (Japan) ausgeliehen und 1999 an América FC (SP). 2000 wechselte er zu Guarani FC. 2002 wechselte er zum SC Corinthians nach São Paulo. 2002 wurde er mit dem Verein Vizemeister der Campeonato Brasileiro Série A. Von 2004 bis 2005 war er außerdem noch bei den Vereinen Marília AC, FC Seoul (Südkorea) und Fortaleza EC unter Vertrag. 2006 unterschrieb er einen Vertrag beim Zweitligisten Sport Recife. 2006 feierte er mit dem Verein die Meisterschaft und den Aufstieg in die erste Liga. 2007 wurde er an den katarischen Erstligisten al-Rayyan SC ausgeliehen. 2009 wurde er CR Vasco da Gama ausgeliehen. Danach spielte er bei Guaratinguetá Futebol, Guarani FC und AA Santa Cruz.

## Erfolge
América
- Staatsmeisterschaft von São Paulo – Série A2: 1999

Fortaleza
- Staatsmeisterschaft von Ceará: 2005

Corinthians
- Copa do Brasil: 2002
- Torneio Rio-São Paulo: 2002
- Staatsmeisterschaft von São Paulo: 2003

Sport
- Staatsmeisterschaft von Pernambuco: 2006, 2007, 2009

Vasco da Gama
- Série B: 2009

Guarani
- Staatsmeisterschaft von São Paulo – Série A2: 2018